# Rue Lakanal (Paris)
Pour les articles homonymes, voir Rue Lakanal.
La rue Lakanal est une rue du 15e arrondissement de Paris.

## Situation et accès
Il y a une borne du réseau Vélib' dans la rue Lakanal.

## Origine du nom

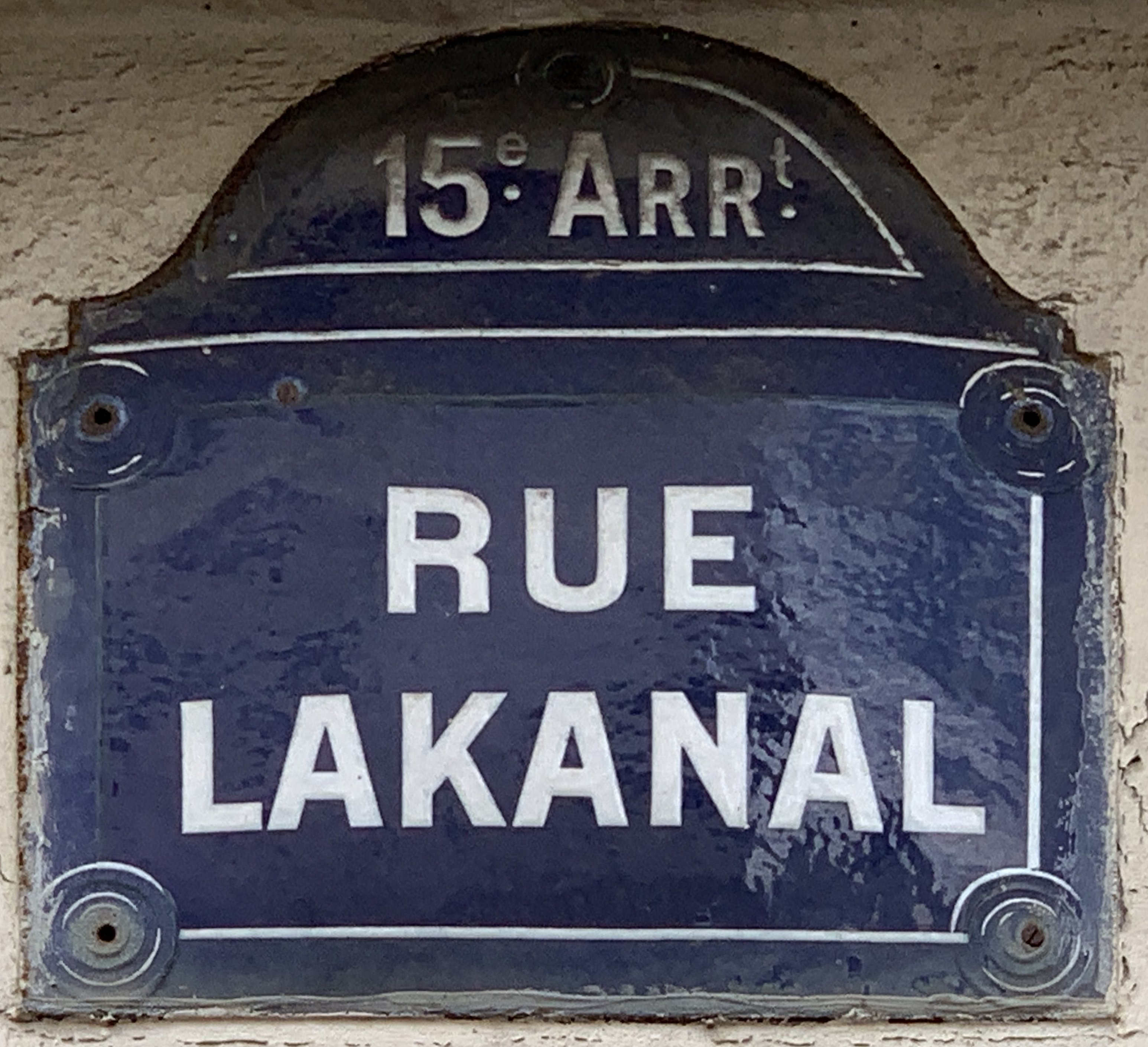
Plaque de la rue.

Elle porte le nom de Joseph Lakanal  (1762-1845), homme politique français.

## Historique
Cette voie, située autrefois sur le territoire de l'ancienne commune de Grenelle, était appelée « rue du Marché ». Rattachée à la voirie de Paris après 1863 sous le nom de « rue de Moyencourt », elle prend son nom actuel le 16 août 1879.